# Purgeernoot
De purgeernoot of schijtnoot (Jatropha curcas) is een giftige struik die behoort tot de familie van de wolfsmelkachtigen (Euphorbiaceae). De zaden van de plant leveren jatrophaolie, die als biobrandstof gebruikt kan worden.
De struik is gemiddeld 5 m hoog en kan een maximale hoogte van 8 m bereiken. De plant heeft groen tot vaalgroene bladeren. De plant heeft zaden die circa 27-40% olie (gemiddeld: 34,4%) bevatten. De zaden zijn rijp op het moment van verkleuren van groen naar geel. De zaden groeien uit tot vruchten, die meestal in de winter rijp zijn. In sommige gebieden zijn meerdere oogsten per jaar mogelijk.
De purgeernoot is van oorsprong afkomstig uit Midden-Amerika. De plant wordt echter in andere gebieden met een (sub)tropisch klimaat aangeplant. Dit aanplanten gebeurt in delen van Afrika, India en Midden-Amerika. De plant groeit goed op arme grond, wat het aanplanten in veel gebieden mogelijk maakt.

## Gebruik
De plant werd in het verleden voor medicinale toepassingen gebruikt. De Nederlandse naam is afgeleid van purgeren, wat een synoniem is van laxeren. Vroeger werd van de plant een laxeermiddel gemaakt, maar door de hoge giftigheid wordt dat nu niet meer gedaan. Olie van deze plant is giftig en is niet geschikt voor menselijke consumptie.
De plant kan ook worden gebruikt om vis mee te vergiftigen. Het gif zit in de wortels, vooral verse kleine wortels werken goed. Het gif is dan ongevaarlijk voor de mens, dus vissen die hiermee gevangen worden, zijn eetbaar.
Sinds enkele jaren worden de zaden van deze plant gebruikt voor de productie van jatrophaolie, een plantaardige olie. Jatrophaolie kan direct in een motor gebruikt worden of er kan door verestering biodiesel van gemaakt worden.
In verschillende subtropische landen zijn programma's gestart om de teelt van Jatropha curcas te bevorderen. Voorbeelden hiervan zijn India, de Filipijnen, Indonesië, Ethiopië en Tanzania. De plant levert na ongeveer 9 maanden zijn eerste zaden. De struik groeit ook op arme en zeer droge grond en hoeft daarmee geen concurrent te zijn van voedselgewassen.
Na persing van de purgeernoot blijft er een koek (cake) achter. Deze bevat nog veel olie, ongeveer 50-65%. Deze koek kan weer gebruikt worden als bemesting voor een purgeernootplantage. Het voordeel is dat er geen dure en vaak chemische meststoffen hoeven te worden gebruikt. Het grootste voordeel is dat de vaak dorre bodem, waar absoluut geen gewassen voor menselijke of dierlijke consumptie kunnen groeien, door deze bemesting na 6 tot 9 jaar weer vruchtbaar is. Dus hier geldt niet alleen de "food versus fuel"discussie, maar er wordt juist nieuw akkerbouwland gecreëerd.

## Toekomstige vervanger voor kerosine
"Olie van de purgeernoot blijkt technisch zelfs beter dan kerosine: hij levert meer energie en is beter bestand tegen kou", aldus Billy Glover van vliegtuigbouwer Boeing in 2009. In zijn visie zouden binnen drie à vijf jaar vliegtuigen olie van de purgeernoot kunnen tanken. De biobrandstof zou daarnaast al commercieel aantrekkelijk zijn als de ruwe olie 70 à 80 dollar per vat zou kosten. Er zijn er in de Verenigde Staten meerdere testvluchten gedaan met Boeings op olie van de purgeernoot. Die leken een succes.
Deze veelbelovende vooruitzichten zijn echter op nagenoeg niets uitgelopen. Het falende beleid zorgde voor een flop in de productie van de biodiesel op basis van deze noot. De miljoenen aan investeringen verdampten omdat ze op de verkeerde plekken terecht kwamen en de boeren die de noot verbouwden konden ze niet kwijt. Het falen van de purgeernoot als bron van biodiesel ligt uiteindelijk niet eens bij de noot zelf, maar eerder bij de overheden en de overspannen verwachtingen op naar aanleiding van de genoemde optimistische vooruitzichten jaren eerder.